# A-68

Az A68 a nyílt tengeren 2020. július 5-én

Az A-68 jéghegy 2017-ben szakadt le az Antarktiszról, azon belül a Larsen-C selfjégről. Területe körülbelül 5800 km2 volt, ezzel a valaha ismert legnagyobb jéghegy. Az A-68 leválásával a Larsen-C területe 12%-kal csökkent.

## Fordítás
- Ez a szócikk részben vagy egészben  az   Iceberg A-68 című angol Wikipédia-szócikk ezen változatának fordításán alapul.  Az eredeti cikk szerkesztőit annak laptörténete sorolja fel. Ez a jelzés csupán a megfogalmazás eredetét és a szerzői jogokat jelzi, nem szolgál a cikkben szereplő információk forrásmegjelöléseként.